# Qiu Jin
Qiu Jin (chinês: 秋瑾, pinyin: Qiū Jǐn, Wade–Giles: Ch'iu Chin) (Shanyin, 8 de Novembro de 1875 - Shanyin, 15 de Julho de 1907), também conhecida pelo pseudônimo de Jianhu Nüxia (chinês tradicional: 鑑湖女俠, chinês simplificado: 鉴湖女侠, pinyin: Jiànhú Nǚxiá), foi uma revolucionária chinesa, escritora e feminista, e membro da Tongmenghui. Ela foi executada após um plano mal sucedido de derrubar a Dinastia Qing. É considerada uma heroína nacional na China.

## Vida pessoal
Nascida em Shaoxing, Qiu cresceu em uma casa ancestral chinesa na vila de Shanyin. Quando jovem, estudou esgrima, equitação, poesia e literatura e a história de Hua Mulan. Seu casamento extremamente infeliz lhe fez pensar e gerar novas ideias consideradas posteriormente perigosas para o governo. Logo ela se tornaria membro da Tríade, que advogava a queda da dinastia Qing e restauração da dinastia Han ao poder.
Em 1903, ela decidiu viajar e estudar no Japão, deixando seus dois filhos para trás. Matriculando-se, inicialmente, em uma escola de japonês, em Surugadai, ela logo se transferiria para uma escola para mulheres em Kōjimachi, dirigida por Shimoda Utako. Qiu era conhecida por sua habilidade com artes marciais, por usar roupas masculinas ocidentais e por seu nacionalismo anti-ideologia Manchu. Ele se juntaria à sociedade anti-Qing, Guangfuhui, liderada por Cai Yuanpei, que em 1905, junto de Qiu, lideraria vários grupos revolucionários chineses para formar o Tongmenghui, liderado por Sun Yat-sen.

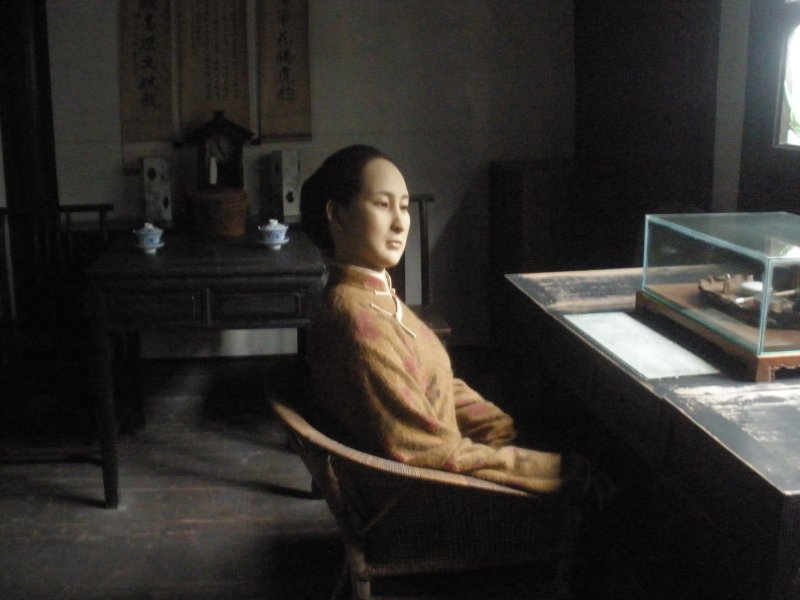
Figura de cera de Qiu Jin em sua mesa.

Nesta aliança revolucionária, Qiu ficou responsável pela província de Zhejiang, onde um encontro de estudantes foi feito. Uma parte dos estudantes que estavam no Japão queria retornar imediatamente à China para participar da revolução, enquanto outros queria permanecer no Japão para se preparar melhor para o futuro. Diz-se que Qiu permaneceu ao lado do primeiro grupo e armada de uma adaga, sobre o palanque, ela teria dito:
| “ | Se eu retornar para a pátria-mãe, me render os bárbaros Manchus e decepcionar o povo Han, me apunhalem com esta adaga! | ” |

Qiu retornou à China em 1906 com mais dois mil estudantes. Quando ainda estava em Tóquio, Qiu foi a editora do Vernacular Journal (Baihua Bao), que publicava propaganda revolucionária. Em um dos múmeros, Qiu escreveu um manifesto intitulado "Uma respeitosa proclamação aos 200 milhões de camaradas chineses", onde ela lamenta os problemas causados pelos pés amarrados das mulheres chinesas ("pés de lótus") e pelos casamentos opressivos, sendo uma das primeiras líderes do movimento feminista no país. Tendo sofrido com as duas opressões, Qiu explicava a experiência no manifesto e recebeu uma grande resposta positiva e de simpatia dos leitores.
| “ | De coração, suplico e rogo às minhas 200 milhões de compatriotas mulheres que assumam sua responsabilidade como cidadãs. Levantem-se! Mulheres chinesas, levantem-se! | ” |

O manifesto também corroborava a visão de que um futuro melhor para as mulheres na China aconteceria com um governo baseado no modelo ocidental e não no governo Qing da época. Ela se aliou ao seu primo, Xu Xilin e juntos trabalharam para unir, ainda que secretamente, sociedades revolucionárias para trabalhares juntas na tentativa de destronar a dinastia Qing.
Sendo uma oradora eloquente sobre os direitos das mulheres, tais como o direito de escolher o casamento, liberdade de educação e a abolição da prática do pés de lótus, em 1906 ela fundou um jornal feminista com outra poeta da época, Xu Zihua, chamado de China Women's News (Zhongguo nü bao), apesar de só ter publicado dois números, pois foi fechado pelas autoridades. Em 1907, ela se tornou diretora da escola de Datong, em Shaoxing, oficialmente uma escola de professores de educação física, mas secretamente um centro de treinamento para os revolucionários.

## Morte
Em 6 de julho de 1907, Xu Xilin foi preso pelas autoridades antes do levante em Anqing. Ele confessou seu envolvimento sob forte interrogatório e foi executado. Em 12 de julho, as autoridades prenderam Qiu Jin na escola para meninas onde era diretora. Ela foi torturada e interrogada, mas se recusou a admitir seu envolvimento na conspiração para derrubar a dinastia Qing, apesar dos documentos encontrados que a incriminavam.

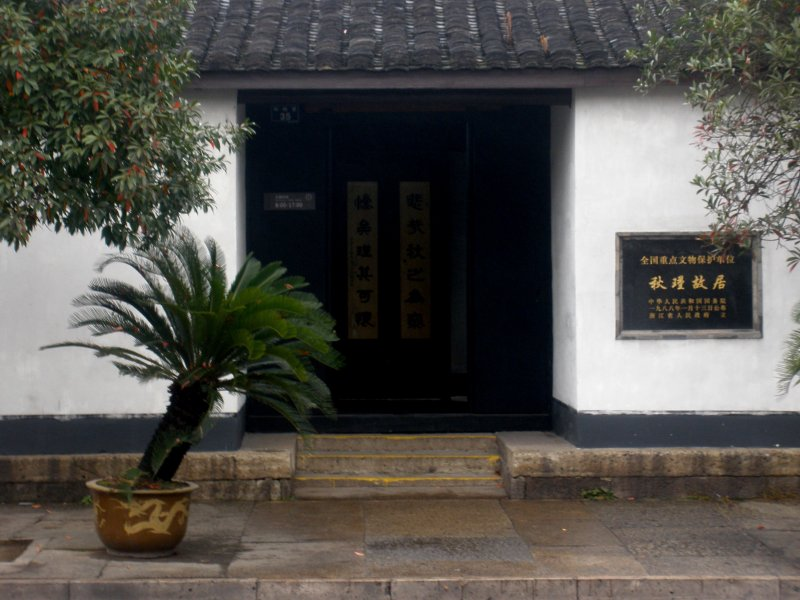
Sua antiga casa em Shaoxing agora é um museu.

Poucos dias depois, ela foi levada para praça pública, onde foi decapitada, aos 31 anos de idade. Qiu foi imediatamente erguida ao status de heroína e mártir pelos revolucionários, tornando-se um símbolo para a independência feminina na China.

## Legado
Qiu Jin foi imortalizada no imaginário popular chinês e em sua literatura depois de sua morte. Ela hoje está sepultada ao lado do Lago do Oeste, em Hangzhou. O governo estabeleceu um museu em sua homenagem (绍兴秋瑾故居) em sua antiga casa, em Shaoxing.
Sua vida foi retratada em dois filmes: um, intitulado simplesmente Qiu Jin, foi lançado em 1983 e dirigido por Xie Jin; o segundo foi lançado em 2011, intitulado Jing Xiong Nuxia Qiu Jin (竞雄女侠秋瑾), ou The Woman Knight of Mirror Lake, e dirigido por Herman Yau.

## Poesia

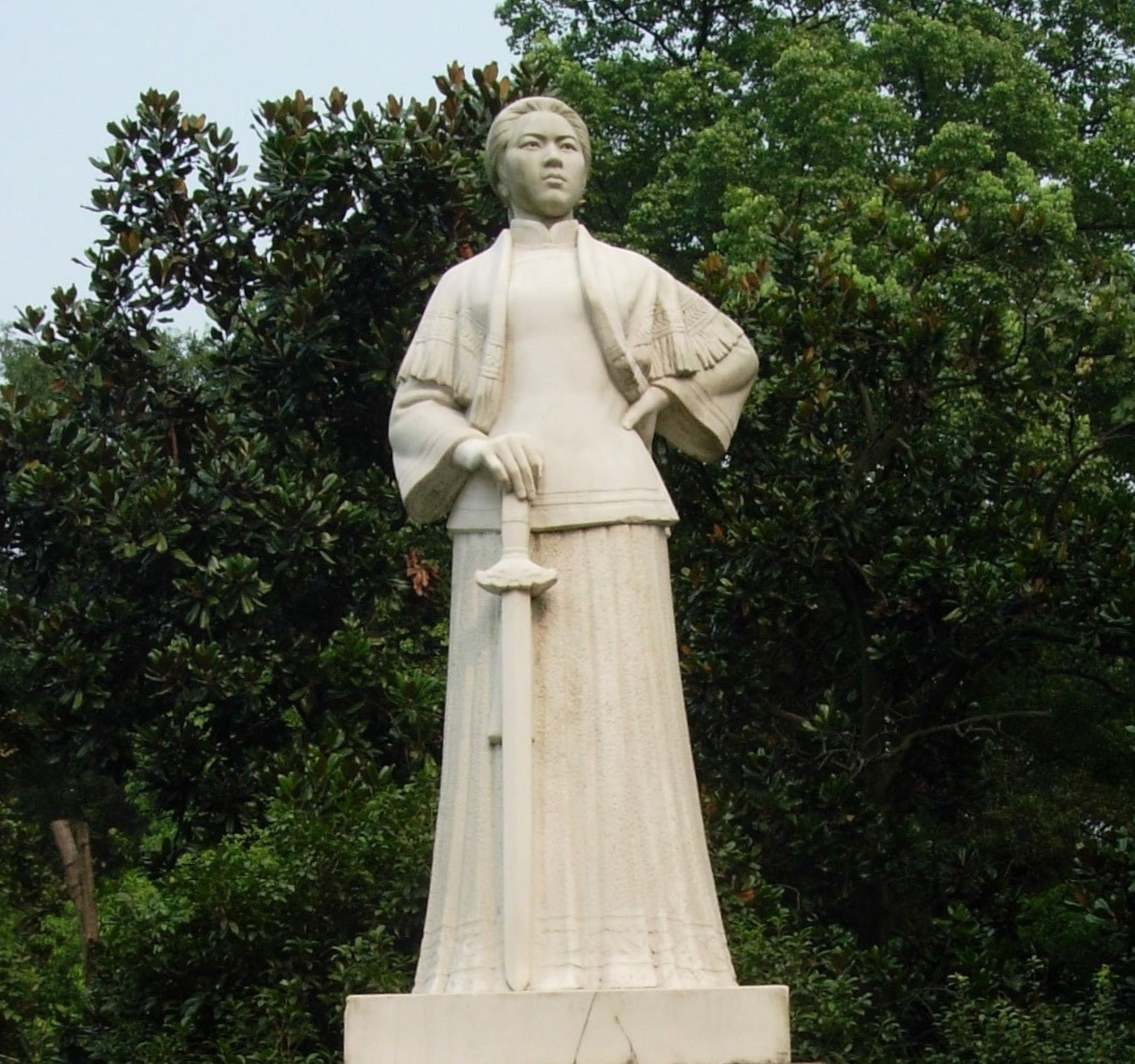
Estátua de Qiu Jin, em Hangzhou

Por ser sempre lembrada como mártir, líder feminista e heroína do povo chinês, seus trabalhos literários costumam ser esquecidos ou postos de lado, apesar de não serem muito numerosos. Seus escritos refletem seu excepcional conhecimento de literatura clássica e Qiu escrevia poesia tradicional.
| Chinês | Português |
| --- | --- |
| 日月无光天地昏， 沉沉女界有谁援。 钗环典质浮沧海， 骨肉分离出玉门。 放足湔除千载毒， 热心唤起百花魂。 可怜一幅鲛绡帕， 半是血痕半泪痕。 | O sol e a lua não têm luz, a terra é escura; O mundo de nossas mulheres está tão profundamente afundado, quem pode nos ajudar? Jóias vendidas para pagar esta viagem através dos mares, Separada da minha família, deixo minha terra natal. Desenrolando meus pés, limpo mil anos de veneno, Com o coração aquecido despertarão todos os espíritos das mulheres. Infelizmente, este lenço delicado aqui Está metade manchado de sangue e metade com lágrimas. |